# Grande Forge de Buffon
Pour les articles homonymes, voir Buffon.
Fondée par Georges-Louis Leclerc de Buffon en 1768, la Grande Forge de Buffon se trouve à Buffon (Côte-d'Or), à environ trois kilomètres au nord-ouest de la ville de Montbard, au bord de l'Armançon et à proximité du canal de Bourgogne.

## Le naturaliste et la forge
Georges-Louis Leclerc de Buffon hérite de sa mère, Anne-Christine Marlin, des terres et une forge en Bourgogne. Passionné de sciences, riche d'expériences précédentes dans la forge d'Aisy-sur-Armançon, Buffon, alors âgé de plus de soixante ans et aidé par les conseils de maîtres de forge réputés, développe sa propre forge entre 1768 et 1772 après des essais dans son laboratoire de Montbard, le Petit Fontenet. L'approche scientifique du naturaliste et ses multiples expériences contribuent alors aux progrès de la métallurgie. Elles lui permettent de valoriser les ressources de bois et de minerai (d'assez mauvaise qualité) de ses terres. Surtout, Buffon tente de démontrer certaines de ses théories : en fondant des sphères de fer de différents diamètres et en mesurant leur temps de refroidissement, il estime l'âge de la Terre à partir de son embrasement initial. La Sorbonne et l'Église l'obligent à se rétracter, ses conclusions contredisent le livre de la Genèse. Finalement, son expérience de sylviculteur et de métallurgiste contribue à la rédaction des Suppléments de l'Histoire naturelle.

## Description

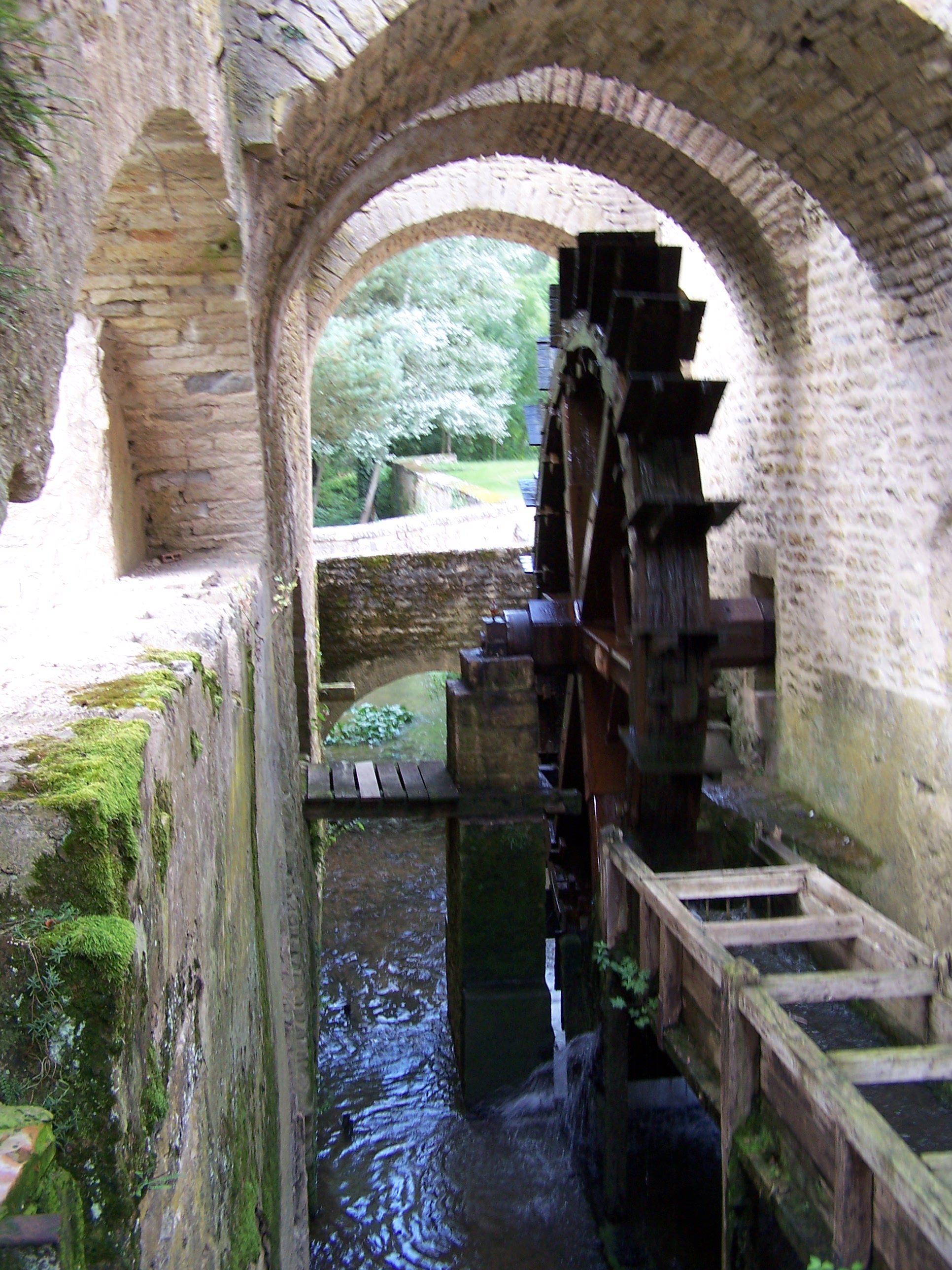
Canal d'amenée et roue à aubes.

La Grande Forge de Buffon est une des premières « usines intégrées » du XVIIIe siècle. Les lieux sont en effet pensés pour l'optimisation des étapes de la fabrication. Ils rassemblent les installations industrielles, la maison du maître et les habitations ouvrières en un même espace. Autour d'une vaste cour rectangulaire (100 × 50 m), où l'on accède par deux grilles monumentales (forgées sur place en 1768) appuyées sur deux grands piliers de pierre de taille assez remarquable, sont disposés les bâtiments d'habitation du personnel à un niveau supérieur de 6 mètres au-dessus de la rivière, tout comme la demeure du maître et des régisseurs, ainsi que les remises et magasins de fer. Une boulangerie, un potager et une chapelle sont aussi accessibles aux ouvriers. Par ailleurs, une orangerie et un colombier complètent l'ensemble. Dans la partie productive, le bâtiment le plus remarquable est le haut fourneau. Son accès se fait par un escalier majestueux qui permet aux invités de marque d'admirer la coulée du métal en fusion. Alimentées par l'Armançon, des roues à aubes apportent la force hydraulique nécessaire pour alimenter les machineries telles que les soufflets, les marteaux, le bocard et le patouillet. Le fer est ensuite découpé en barres dans la fonderie à l'aide de cylindres cannelés.

## Production
À la fin du XVIIIe siècle, la production est de 450 tonnes de fer par an et la forge occupe jusqu'à 400 ouvriers. Toutes les douze heures, une coulée de fonte d'une tonne peut être versée dans un moule de sable après l'ouverture à coups de ringard (barre de fer) de la partie inférieure du haut fourneau. La forge a ainsi fourni le fer utilisé pour clôturer de grilles le jardin des plantes de Paris, dont Buffon est l'intendant. Elle fournit aussi des ferronneries et des rampes d'escaliers. Buffon utilise aussi l'établissement à titre de laboratoire : amélioration des canons de la Marine, effets de la chaleur obscure, etc.
Buffon fait partie des fondateurs de la « Compagnie pour l'exploitation et l'épuration du charbon de terre », patronnée par Jacques Necker et Jean-Frédéric Phélypeaux de Maurepas, afin de développer la fabrication du coke déjà expérimentée par les Anglais à une échelle importante, comme Antoine-Gabriel Jars, inspecteur des forges royales et ami de Buffon le rapporte dans son ouvrage « Voyages Métallurgiques » en 1769. Cet intérêt pour la technologie métallurgique s'inscrit dans ses recherches en science des matériaux, menées au Petit Fontenet.

## Déconvenues
Accaparé par son travail de naturaliste, Buffon confie la gestion de la Forge à Chesneau de Lauberdières en 1777. Celui-ci pille les forêts environnantes et fuit avec la caisse en 1785. Buffon doit reprendre la Forge, bien en mal. En 1784, Buffon participe à un procès contre un des administrateurs, Carronges des Bornes (Louis-Charles Carouge des Bornes, maître de forges à Gueugnon 1731-1793), de la Compagnie pour l'exploitation du charbon de terre, année où est décidée la liquidation de la compagnie. Financièrement, son activité métallurgique aura été un échec.

## Après Buffon
En 1791, trois ans après la mort de Buffon, la Forge est vendue par ses héritiers. L'activité sidérurgique se développe jusqu'à l'arrivée du charbon de terre - la houille et son dérivé le coke - au XIXe siècle. Buffon aura été un précurseur.
En 1866, une crue exceptionnelle met fin à l'activité sidérurgique, qui est remplacée par une cimenterie jusqu'en 1923, date de la cessation de toute activité industrielle à la suite d'un incendie. La propriété appartient à la même famille depuis 1860, ayant par le jeu des alliances un ascendant commun avec Buffon. L'association pour la sauvegarde de la Grande Forge de Buffon a permis son ouverture au public de 1978 à 1997. Depuis 1998, l'ouverture est assurée par les propriétaires.

## Protection
L'ancienne Forge bénéficie de plusieurs classements au titre des monuments historiques : un classement le 20 décembre 1943 pour le bâtiment de la Forge et un classement le 31 décembre 1985 pour les façades et toitures de l'ensemble des autres bâtiments, le salon et salle à manger du pavillon du maître de forge, le mur de clôture et les sols des parcelles.
Un timbre autocollant à son profit est émis dans un carnet de 12 timbres différents, le 12 septembre 2019, par la Poste française, sous le thème « Ensemble sauvons notre patrimoine », action portée par Stéphane Bern.
En 2021, un arrêté d'inscription vient compléter la protection sur tout le site non classé : les jardins, le canal de dérivation et ses murs de soutènement, le vestige du pont de bief amont, la zone de lavage ou "patouillet", les bâtiments de l'activité de cimenterie, le vestige de la chaussée du chemin de fer Decauville, le barrage sur l'Armançon, tous les bâtiments constituant le cadre de vie des personnels de la forge. En 2025, le niveau de protection pour ces parties bascule vers le classement (reprenant aussi le classement des pavillons datant de 1985).